# Науково-виробничий Центр з інформаційних проблем територій Інституту прикладних проблем механіки і математики імені Я. С. Підстригача

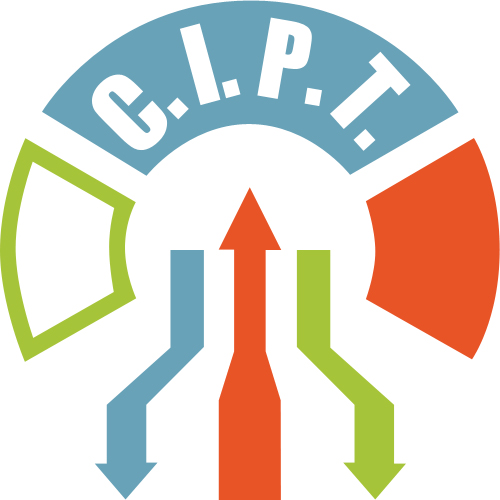
Логотип Центру з інформаційних проблем територій НАН України

Науково-виробничий Центр з інформаційних проблем територій — підрозділ Інституту прикладних проблем механіки і математики ім. Я. С. Підстригача НАН України.

## Історія створення
Науково-виробничий центр з інформаційних проблем територій НАН України веде свій початок від створеного у 1983 році відділу математичного моделювання при спеціальному конструкторському технологічному бюро Інституту прикладних проблем механіки і математики.
Відділ займався розробками у сфері освоєння космосу. Працівники Центру брали активну участь у створенні автоматизованого робочого місця космонавта, розробці систем інтерпретації картографічної інформації, отриманої за допомогою аерокосмічної фотозйомки, моделюванні економічних, екологічних, політичних і соціальних систем. Одним з основних напрямів діяльності були розробки у сфері штучного інтелекту.
1989 року відділ під керівництвом Петра Жука трансформувався у мале підприємство „Регіональні інформаційні системи” (з 1993 року Науково-виробничий центр з інформаційних проблем територій). З цього часу колектив займався вивченням українського суспільства із застосуванням математичних моделей, системи штучного інтелекту і соціологічних досліджень.
2020 року Центр реорганізовано у Лабораторію "Центр з інформаційних проблем територій" Центру математичного моделювання Інституту прикладних проблем механіки і математики ім. Я. С. Підстригача НАН України.

## Діяльність
Основні напрямки науково-виробничої діяльності Центру:
- створення нових методів аналізу і моніторингу територіальних систем на базі сучасних інформаційних технологій і математичного моделювання;
- дослідження територіальних особливостей економічних, природних та соціально-політичних процесів на основі інформаційних систем та математичних моделей;
- розробка і впровадження багатотематичних територіальних інформаційно-аналітичних систем і технологій, їх використання в управлінні територіями при розробці оцінок, прогнозів та проектів розвитку територій.

Групи працівників Центру, які займаються збором регіональної інформації, виконують соціологічні опитування, є у всіх обласних центрах України. Центральний офіс знаходиться у м. Львові.
Одним з основних напрямків діяльності Центру є розробка моделей сприйняття інформації соціальними системами. На основі таких моделей розроблено технології формування стереотипів громадської думки в населених пунктах України на основі цілеспрямованого і контрольованого соціологічним моніторингом впливу на громадську думку через засоби масової інформації. Соціологічні дослідження в рамках моніторингу виконуються за власною методикою Центру, яка дозволяє при низькій вартості забезпечити високу точність і оперативність обробки.
Соціологічні дослідження колектив Центру виконує з 1990 року. За цей час виконано понад 3000 соціологічних опитувань, серед яких близько 300 загальноукраїнських.
Зокрема, колектив Центру має досвід співпраці з ЗАТ «Оболонь», ДП «Перемога Нова» (продукція «Наша Ряба»), газетою «Високий замок», телеканалом УТ-1, політичними партіями та громадськими організаціями.
Розроблені технології багаторазово використовувалися і перевірялися під час виборчих кампаній різних рівнів в Україні, під час маркетингових досліджень і в рекламних кампаніях для просування продукції різних фірм у регіонах Україні. Відбулося успішне випробування цих технологій на території Росії і Польщі.
Центр забезпечував соціологічну частину проекту «Громадська експертиза. Свобода слова», який протягом 2000 року виконувався рядом провідних установ України, виконував роботи для фонду «Відродження», з 1996 до 2002 року виконував постійний моніторинг громадської думки для міської адміністрації міста Львова, виконувалися роботи для обласних і міських адміністрацій в різних регіонах України, виконуються рекламно-маркетингові дослідження для багатьох великих і середніх фірм. Регулярно виконуються також роботи на замовлення політичних партій, громадських організацій. Книгу «Вибір України — 99», основна частина якої виконана працівниками Центру, було визнано однією з 3-х найкращих політологічних праць в Україні в 1999 році. У 2000 році працівники Центру видали працю «Етнополітична карта світу 21 століття», у якій обґрунтовувались можливі варіанти розвитку світової політичної карти у 21 столітті.
На теперішньому етапі Центр займається удосконаленням системи цільового маркетингового моніторингу, яка дозволяє краще використовувати всі можливості зацікавлення населення певним продуктом чи послугами. Центр надає послуги з моніторингу втілення маркетингової стратегії, її поточної корекції, розміщення рекламних матеріалів у місцевих ЗМІ на всій території України.
Також Центр продовжує свою діяльність у сфері дослідження громадської думки, політичних процесів, інформаційного середовища. Надає послуги з моніторингу електронних та паперових засобів масової інформації, формування позитивного іміджу політика (політичної сили), аналізу інформаційного середовища.
Центром було розроблено власну унікальну технологію проведення соціологічних опитувань, яка дозволила суттєво скоротити витрати і підвищити точність. Стратегічною метою є створення системи штучного інтелекту, яка здатна самостійно оцінювати зовнішню інформацію і виділяти об'єктивну інформацію з інформайційного потоку автоматично формуючи звіти зрозумілою людською мовою.

## Розташування
Центр розташований за адресою: 79005, Львів, вул. Джохара Дудаєва, 15.